# Pelochyta propinqua
Pelochyta propinqua är en fjärilsart som beskrevs av De Toulgoët 1984. Pelochyta propinqua ingår i släktet Pelochyta och familjen björnspinnare. Inga underarter finns listade i Catalogue of Life.